# Spitting Image (Computerspiel)
Spitting Image ist ein 1989 veröffentlichtes Videospiel mit Charakteren der gleichnamigen Fernsehshow. Es ist ein von Walking Circles programmiertes und von Domark veröffentlichtes Fighting Game.

## Gameplay
Laut der Vorgeschichte des Spiels hat ein Prophet vorhergesagt, dass in den nächsten sieben Jahren ein Weltkrieg ausbrechen wird, welcher von einem "geheimnisvollen Führer" angestiftet wird, der so schrecklich ist, dass die Italiener bereits kapituliert haben und so heftig, dass sogar die Schweizer beteiligt sein werden. Um dieses Schicksal zu vermeiden, haben sechs führende Politiker der Welt vereinbart, den Konflikt direkt auszufechten – der Gewinner wird unangefochtener Herrscher der Welt.
Der Spieler wählt einen der sechs Machthaber: Margaret Thatcher aus dem Vereinigten Königreich, Ronald Reagan aus den Vereinigten Staaten von Amerika, Michail Gorbatschow aus der UdSSR, Johannes Paul II., Ajatollah Khomeini und PW Botha aus Südafrika. Das Spiel wählt einen zufälligen Gegner und der Kämpfer des Spielers reist in das Land des Kontrahenten um in 3 Runden den Sieger zu ermitteln. Während eines Kampfes erscheint Elisabeth II., als Kommentator und Schiedsrichter in einer Briefmarke.
Das Spiel wurde für 8-Bit-Spielekonsolen herausgebracht, die Kämpfe sind zweidimensional, die Charaktere haben nur begrenzte Angriffsmöglichkeiten, welche sie ausführen können. Die Charaktere können auf dem Boden oder in der Luft durch Springen angreifen und haben besondere Fähigkeiten – Khomeini kann Schäden durch die Verwendung seines Bartes als dritte Faust anrichten während Thatcher Kopfstöße ausführen kann. Jeder Charakter kann zweimal während eines Kampfes einen Helfer rufen. Dieser Helfer wirft in der Regel eine Art von Geschoss im Nahkampf, welches einen spezifischen Bogen hat, dem aber ein erfahrener Spieler den Angriff ausweichen kann.
Nachdem alle fünf Gegner besiegt wurden, muss der Spieler gegen den "geheimnisvollen Führer" kämpfen. Elisabeth kündigt an, dass die Schlammcatch-Ausrüstung von Prinz Philips letzter Party immer noch verfügbar ist, und der Kampf findet in der Dunkelheit statt, als jemand das Licht ausschaltet. Schlamm verschmutzt gelegentlich den Bildschirm und der einzige Anhaltspunkt auf den Aufenthaltsort des Spielers und seines Gegners sind ihre Augen.
Wenn es dem Spieler gelingt, den "geheimnisvollen Führer" zu schlagen, erfährt er, dass all dies ein Trick war, damit John Rambo die Welt erobern kann und das Spiel endet.
Es ist auch ein Zwei-Spieler-Modus verfügbar, wo die Gegner an jedem der sechs Schauplätze des Spieles kämpfen können. (Non-Story-Mode)

## Kritische Reaktion
Spitting Image erhielt schlechte Kritiken, wurde jedoch für seine ausgezeichnete Wiedergabe der Spitting-Image-Titelmelodie gelobt.

## Versionen
Das Spiel wurde für Spectrum, CPC, C64, Atari ST und Amiga veröffentlicht.